# スピードワゴンと土岐田麗子の巻
スピードワゴンと土岐田麗子の巻（-ときたれいこ-まき）とはインターネットテレビGyaOの「MIDTOWN TV」内で毎週月曜日に放送、配信されていたトークバラエティ番組。2007年7月23日放送開始。スピードワゴンと土岐田麗子の冠番組。
生放送は12時15分～13時、アーカイブ放送はバラエティchで放送日の19時から。
2007年9月3日に「スピードワゴンのナマ出し」としてリニューアルした。

## 出演者
- スピードワゴン（井戸田潤・小沢一敬）
- 土岐田麗子
- 泉谷綾子
- 鳥井温子（GyaO専属アナウンサー）

## コーナー
オープニングの巻
- オープニングトーク。

お客様の巻
- ゲストが視聴者から寄せられた質問に答えるトークコーナー。

プレゼンの巻
- 井戸田、小沢があるテーマにそった話を披露する。

占いの巻
- 泉谷綾子による激数占いコーナー。

## ゲストと放送タイトル
| 回 | 放送タイトル                 | ゲスト                         | 放送期間               |
| -- | ---------------------------- | ------------------------------ | ---------------------- |
| 1  | スピードワゴンと2死満塁の巻  | 内山信二 角盈男 宇野康秀       | 2007年7月23日 - 30日   |
| 2  | スピードワゴンの土俵際の巻   | 川村ひかる                     | 2007年7月29日 - 8月2日 |
| 3  | スピードワゴンの梅雨明けの巻 | 堀越のり 浅田好未              | 2007年8月2日 - 13日    |
| 4  | お盆なのに涼し～いの巻       | 森下千里 島田秀平（号泣） ホリ | 2007年8月13日 - 20日   |
| 5  | デラックスの巻               | マツコ・デラックス             | 2007年8月20日 - 27日   |
| 6  | スピードワゴンの巻           | 千秋                           | 2007年8月27日 - 9月3日 |

## エピソード
- 第4回の放送で怪談話をする為、スタジオの照明を暗くしたがお昼で明るいなか暗くした為、出演者の顔が逆光で見えなくなるというハプニングが起きた。余談としてオープニングで森下千里が「何か金きり音みたいなの聞こえませんか?」とスタジオの異変に気づいていた。